# ダラパティ 踊るゴッドファーザー
『ダラパティ 踊るゴッドファーザー』（ダラパティ おどるゴッドファーザー、原題：Thalapathi）は、1991年に公開されたインドの犯罪映画。マニラトナムが監督を務め、ラジニカーント、マンムーティ、ショーバナが出演している。物語は『マハーバーラタ』のカルナとドゥルヨーダナの友情を基にしている。ディワーリーの時期の11月5日に公開され、映画は興行的な成功を収め、批評家からも高く評価されている。2003年にリメイク作品の『Annavru』が公開された。

## キャスト
- スーリヤ - ラジニカーント[1]
- デーヴァラージ - マンムーティ（英語版）[1]
- アルジュン - アルヴィンド・スワーミ[1]
- アルジュンの父 - ジャイシャンカル（英語版）[1]
- カリヴァルダン - アムリーシュ・プリー[1]
- カリヤーニ - シュリーヴィディヤー（英語版）[1]
- パドマ - バーヌプリヤー[1]
- スブラクシュミ - ショーバナ[1]
- セルヴィ - ギータ（英語版）[1]
- パントゥル - ナーゲーシュ[1]
- シュリーニヴァサン - チャールハーサン[9]
- サンダラム警視 - キッティ（英語版）[10]
- 「Rakkamma Kaiya Thattu」シーン登場 - ソーヌー・ワーリヤー（英語版）（特別出演）[11]
- P・L・ナーラーヤナ
- マノーハラン - マノージュ・K・ジャヤン（英語版）[1]

## 製作

### 企画
ラジニカーントは友人のG・ヴェンカテーシュワラン（マニラトナムの兄）と映画について語り合った。マニラトナムはラジニカーントと仕事をすることに関心を持ち2度面会しているが、ラジニカーントは具体的な企画を持ち合わせていなかった。彼はラジニカーントを主役にした映画の構想を持っていたが、彼を起用することを躊躇していた。彼はラジニカーントが言葉にしない何かと、マニラトナム自身が本当にやりたいことの両方をやりたいと望んでいた。そして、ラトナムは「『マハーバーラタ』の最高のキャラクターの一つ」であるカルナの物語を考えついた。マニラトナムは現実的なラジニカーントを描きたいと望んでおり、『Mullum Malarum』で彼が演じた役にその要素が全て詰まっていると感じていた。ラジニカーントは本作の撮影の際の苦労について、「マニラトナムは映画製作の別の学校であり、戦闘シーンでも感情を感じるように依頼してきた」と語っている。マニラトナムとラジニカーントがタッグを組んだ作品は本作のみとなっている。

### キャスティング
マンムーティが演じたデーヴァラージは『マハーバーラタ』のドゥルヨーダナに相当し、ラジニカーントが演じるスーリヤはカルナに相当する。この他、ショーバナの演じるスブラクシュミはドラウパディー、アルヴィンド・スワーミとシュリーヴィディヤーが演じたアルジュンとカルヤニはアルジュナとクンティーに相当する。スワーミは本作が俳優デビュー作となった。当初、アルジュン役にはジャヤラームを予定していたが、彼はスケジュールの都合でオファーを辞退している。彼をアルジュン役に推薦したのはマンムーティだった。青年期のスーリヤ役としてクリシュナが出演することになっていたが、映画の上映時間の都合で登場シーンがなくなったため、彼の出演も取り止めとなった。マラヤーラム語映画の俳優マノージュ・K・ジャヤンは、『Perumthachan』での彼の演技を評価したマニラトナムが起用を決め、彼にとって本作がタミル語映画デビュー作となった。

### 撮影
撮影監督のサントーシュ・シヴァンは、本作で初めてマニラトナム作品に参加した。マニラトナムは映画の導入部を白黒シーンにすることに決め、その理由を「白黒シーンは、プロローグであることを説明る必要がなく、これがプロローグだということを明確にします」と語っている。またスーリヤの父親について描写しないことに決め、その理由を「未成年の少女の最初の恋愛は意識的に避けています。それは子供、息子であるスーリヤの物語を形作りました」と語っている。「Rakkamma」「Sundari」シーンはカルナータカ州のメルコート、チェンナケーシャヴァ寺院などで撮影された。

### 音楽
音楽はイライヤラージャが作曲しており、ラトナム作品に参加するのは本作が最後となった。シヴァンによると、イライヤラージャが作曲にかけた時間は「半日」だったという。ラハリ・ミュージックは720万ルピーで販売権を取得し、4言語のレコードを1000万枚以上販売して歴代最大規模の売り上げを記録した。アルバムはガーディアンの「死ぬ前に聴くべきアルバム1000」に選ばれている。「Rakkamma Kaiya Thattu」はBBCの「ワールド・トップテン・ポピュラーソング・オールタイム」の第4位に選ばれている。2012年にラハリ・ミュージックは。同曲が『エージェント・ヴィノッド 最強のスパイ』で無断使用されたとして「法的措置」をとっている。

## 評価

### 批評

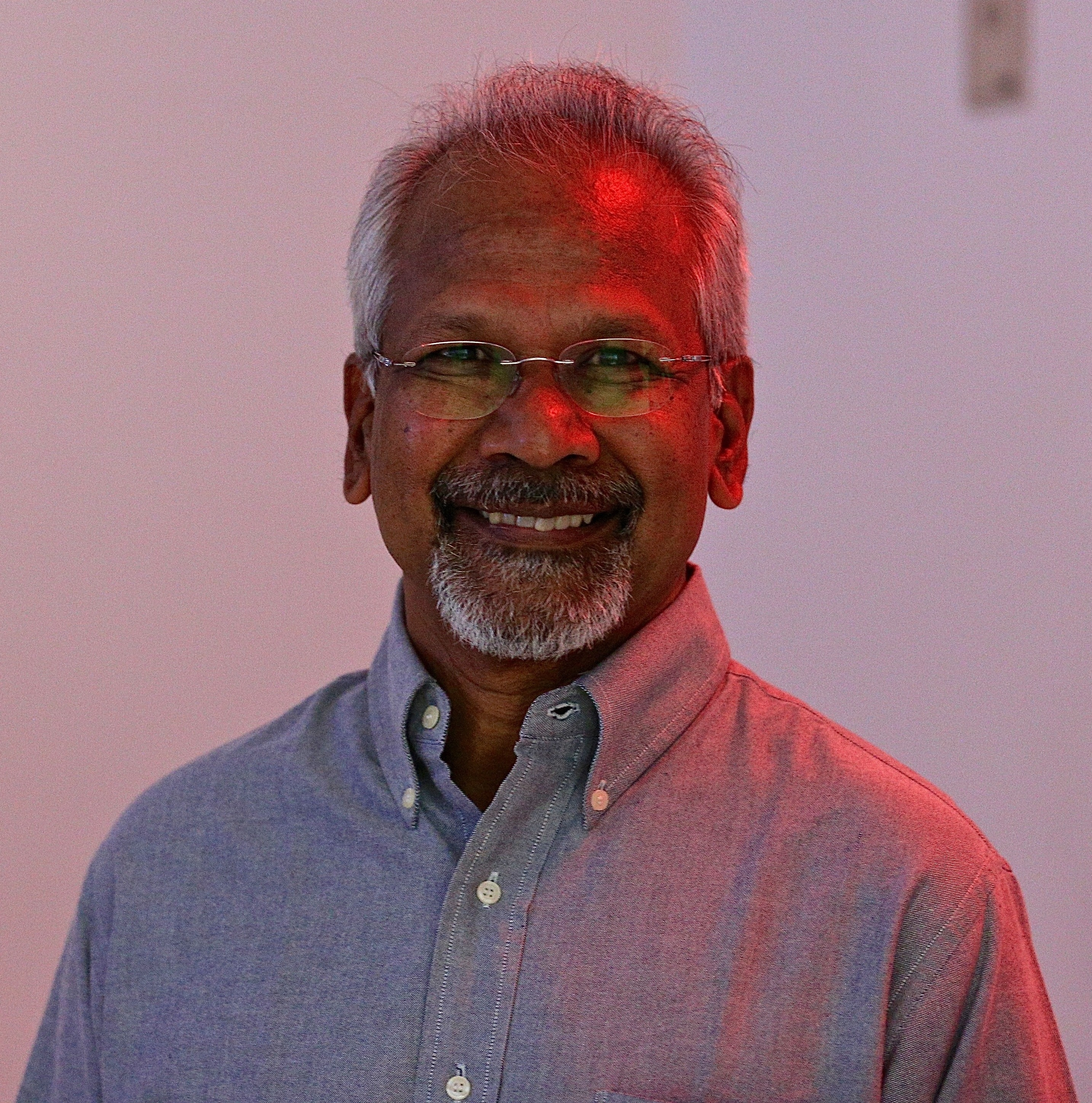
マニラトナム

ザ・ヒンドゥーは「彼の国際的名人芸で映画を巧みに動かすと、監督のホットなペースに整えられる」と批評している。インディアン・エクスプレスは「『ダラパティ 踊るゴッドファーザー』が視覚的な壮大さにもかかわらず釘付けにならない理由は、強大な悪役が不在だからです」と批評している。映画史家ランドール・ガイは「ラジニカーントが主役であるにもかかわらず、映画は完全に映画製作者の手の中にあります」と批評している。Upperstall.comは「『ダラパティ 踊るゴッドファーザー』は古い物語から新しい楽しさを引き出すジャンル映画の再開発におけるマニラトナムの能力を強調している。映画のプロットは綿密に練られており、長い上映時間でも時間を感じさせず、いくつかの歌の存在感やロマンティックなサブ・プロットだけではなく、ラジニカーントのファンを喜ばせるアクションシークエンスも存在している」と批評している。

### 受賞
第39回フィルムフェア賞 南インド映画部門
- タミル語映画部門監督賞（英語版）：マニラトナム
- タミル語映画部門音楽監督賞：イライヤラージャ

## 反響
C・S・アムダンは映画について「まさに時代に先駆けていた」と称賛し、「知的で面白い映画」と表現している。彼が2010年に製作した『Thamizh Padam』には本作のオマージュシーンが存在する。アトリーは自身のキャリアに大きな影響を与えた作品として本作を挙げている。カールティク・スッバラージは幼少時代に映画を鑑賞し、彼が2015年に監督した『Jigarthanda』では本作について言及している。ラジニカーントの娘サウンダリヤー・ラジニカーントは「『ダラパティ 踊るゴッドファーザー』の公開初日の最初の上映を観に行き、そのことは今でも鮮明に覚えています」と語っている。彼女が2014年に製作した『Kochadaiiyaan』では、主演を務めた父ラジニカーントに本作のスーリヤをイメージした髪形にセットさせている。